# Oko Horusa. Kobieta, która została faraonem
Oko Horusa. Kobieta, która została faraonem (jap. 碧いホルスの瞳 -男装の女王の物語- Aoi Horus no hitomi: Danso no joō no monogatari) – manga autorstwa Chie Inudō, publikowana na łamach magazynu „Harta” wydawnictwa Kadokawa Shoten od grudnia 2014 do kwietnia 2021. 
W Polsce manga ukazała się nakładem wydawnictwa Studio JG. 

## Fabuła
Fabuła opowiada o Hatszepsut, córce Totmesa I, która z powodzeniem władała Egiptem przez wiele lat. Historia rozpoczyna się, gdy jeszcze jako młoda kobieta poślubiła swojego przyrodniego brata Totmesa II, legitymizując tym samym jego wstąpienie na tron. Jednak Hatszepsut jako kobieta o silnej woli, nie chce zaakceptować ograniczeń, które inni próbują na nią nakładać i postanawia, że sama zostanie faraonem.

## Publikacja serii
Manga ukazywała się w magazynie „Harta” wydawnictwa Kadokawa Shoten od 15 grudnia 2014 do 15 kwietnia 2021. Seria została również opublikowana w 9 tankōbonach, wydanych między 14 września 2015 a 15 września 2021.
W Polsce prawa do dystrybucji mangi nabyło Studio JG.
| Nr | Język japoński       | Język japoński         | Język polski     | Język polski           |
| Nr | Data wydania         | ISBN                   | Data wydania     | ISBN                   |
| -- | -------------------- | ---------------------- | ---------------- | ---------------------- |
| 1  | 14 września 2015     | ISBN 978-4-04-730617-2 | 14 września 2018 | ISBN 978-83-8001-336-0 |
| 2  | 15 lipca 2016        | ISBN 978-4-04-734135-7 | 28 grudnia 2018  | ISBN 978-83-8001-384-1 |
| 3  | 15 maja 2017         | ISBN 978-4-04-734605-5 | 25 kwietnia 2019 | ISBN 978-83-8001-429-9 |
| 4  | 15 lutego 2018       | ISBN 978-4-04-734818-9 | 15 września 2019 | ISBN 978-83-8001-469-5 |
| 5  | 14 lipca 2018        | ISBN 978-4-04-735138-7 | 24 marca 2020    | ISBN 978-83-8001-555-5 |
| 6  | 15 kwietnia 2019     | ISBN 978-4-04-735540-8 | 31 sierpnia 2020 | ISBN 978-83-8001-588-3 |
| 7  | 15 listopada 2019    | ISBN 978-4-04-735785-3 | 25 maja 2021     | ISBN 978-83-8001-660-6 |
| 8  | 15 października 2020 | ISBN 978-4-04-736271-0 | 18 stycznia 2022 | ISBN 978-83-8001-873-0 |
| 9  | 15 września 2021     | ISBN 978-4-04-736617-6 | 20 grudnia 2022  | ISBN 978-83-8257-041-0 |